# Mariví Ugolino
Mariví Ugolino   (Salto, 15 de desembre de 1943 - 5 de novembre de 2024) va ser una escultora uruguaiana.

## Trajectòria
Mariví Ugolino va fer estudis a la Facultat d'Arquitectura de la Universitat de la República (UdelaR) i a l'Institut Escola Nacional de Belles Arts (ENBA). Graduada en escultura a l'Escola Pedro Figari d'UTU el 1975, va complementar la seva formació teòrica amb Guillermo Fernández i altres artistes a nivell nacional i internacional.
Va impartir classes d'escultura en el seu taller de Montevideo on va treballar regularment. Va ser assessora de la Direcció Nacional de Cultura del Ministeri d'Educació i Cultura (MEC), així com en la Comissió de Patrimoni, a més de fer tasques de recerca.
La seva obra es caracteritza per una forta presència emocional, on els afectes i records afectius tenen gran protagonisme. Treballa amb modelats, acoblament d'objectes trobats i talla de fusta, entre d'altres tècniques escultòriques. Al llarg de la seva carrera va participar en diverses exposicions, tant individuals com col·lectives.